# 點斑裸胸鱔
點斑裸胸鱔（學名：Gymnothorax punctatus），又稱斑條裸胸鯙，為輻鰭魚綱鰻鱺目鯙亞目鯙科的其中一種，分布於西印度洋紅海海域，棲息深度可達264公尺，體長可達90公分，為底棲性魚類，生活在沿海水淺的珊瑚礁及岩礁區，屬肉食性，生活習性不明。

## 擴展閱讀
維基物種上的相關：點斑裸胸鱔